# Helenites SC
Helenites Soccer Club ou Helenites SC é um clube de futebol das Ilhas Virgens Americanas com sede em Grove Place, nas Ilhas Virgens, que compete regularmente no Campeonato das Ilhas Virgens Americanas e teve sucesso no torneio. A equipe competiu na Saint Croix Soccer League e é um dos clubes de maior sucesso em Saint Croix e nas Ilhas Virgens Americanas , a equipe foi fundada em 1991 e está ativa até hoje e jogam na  Primeira divisão Virginense.
Eles jogam no estádio Grove Place Park, em Grove Place nas Ilhas Virgens, e tem a capacidade de 1000 pessoas, eles já ganharam 5 vezes a primeira divisão em 2006-07, 2011-12, 2013-14, 2014-15 e 2018-19, e Saint Croix Soccer League 17 vezes em 1997–98, 1999–00, 2000–01, 2001–02, 2002–03, 2003–04, 2004–05, 2005–06, 2006–07, 2007–08, 2008–09, 2010–11, 2011–12, 2013–14, 2014–15, 2015–16, 2016–17.
1. ↑  «Helenites Win USVI Soccer Club Championship». St. Croix Source (em inglês). 21 de abril de 2014. Consultado em 6 de janeiro de 2022